# Amorphophallus canaliculatus
Amorphophallus canaliculatus là một loài thực vật có hoa trong họ Ráy (Araceae). Loài này được Ittenb., Hett. & Lobin mô tả khoa học đầu tiên năm 1997.